# Янечек, Джеральд
Дже́ральд Янечек (англ. Gerald Janecek; род. 15 августа 1945, Нью-Йорк) — американский литературовед, русист. Доктор философии по филологии, профессор-эмерит русистики Кентуккийского университета.

## Биография
Окончил Манхэттенский колледж (1966, бакалавр русистики) и Мичиганский университет (1969, магистр славянских языков и литератур). Преподаватель русистики университета Кентукки с 1971 года, полный профессор с 1984 года, эмерит с 2011 года. В 1971 году защитил диссертацию на тему «Поэтические приёмы и структура в романе Андрея Белого „Котик Летаев“» (Poetic Devices and Structure in Andrej Belyj's Kotik Letaev) в Мичиганском университете. Автор нескольких книг и более 50 статей по истории авангарда в русской поэзии.

## Награды и премии
- Международная отметина имени отца русского футуризма Давида Бурлюка[1]